# Олобок (Великопольське воєводство)
Олобок (пол. Ołobok) — село в Польщі, у гміні Серошевиці Островського повіту Великопольського воєводства.
Населення — 736 осіб (2011).

## Демографія
Демографічна структура станом на 31 березня 2011 року:
|          | Загалом | Допрацездатний вік | Працездатний вік | Постпрацездатний вік |
| -------- | ------- | ------------------ | ---------------- | -------------------- |
| Чоловіки | 366     | 77                 | 254              | 35                   |
| Жінки    | 370     | 76                 | 205              | 89                   |
| Разом    | 736     | 153                | 459              | 124                  |